# Róbert Švehla
Róbert Švehla, född 2 januari 1969 i Martin, Tjeckoslovakien, är en slovakisk före detta professionell ishockeyspelare. Švehla spelade för Florida Panthers och Toronto Maple Leafs i NHL samt för Malmö IF i Elitserien med vilka han vann SM-guld säsongen 1993–1994.

## Extraliga
Róbert Švehla började sin professionella bana i tjeckoslovakiska Extraliga där han spelade för Dukla Trenčín från 1989 till 1992.

## Elitserien
Inför säsongen 1992–1993 skrev Švehla på för Malmö IF i Elitserien. Sin första säsong i klubben gjorde han 19 mål och 10 assist för totalt 29 poäng på 40 matcher, tillsammans med 86 utvisningsminuter. I SM-slutspelet förlorade Malmö IF i semifinalen mot Brynäs IF med 2-1 i matcher. Švehla gjorde 2 assist på 6 matcher i slutspelet.
Under sin andra säsong i Malmö IF gjorde Švehla 14 mål och 25 assist för totalt 39 poäng på 37 matcher i grundserien. Han samlade också på sig 127 utvisningsminuter vilket då var rekord under en säsong i Elitserien. I SM-slutspelet besegrade Malmö IF Rögle BK i kvartsfinalen med 3-0 i matcher och Brynäs IF i semifinalen med 2-1 i matcher. I finalserien låg Malmö IF under mot Modo Hockey, med en ung Peter Forsberg i spetsen, med 0-2 i matcher men lyckades vinna de tre sista matcherna och vann klubbens andra SM-guld. Švehla gjorde för 5 mål och 1 assist på 10 matcher i slutspelet 1994.
Švehla spelade sin tredje och sista säsong för Malmö IF 1994–1995. Han gjorde 11 mål och 13 assist för totalt 24 poäng på 32 matcher i grundserien. I SM-slutspelet förlorade Malmö IF i semifinalen mot blivande svenska mästarna HV71 med 3-2 i matcher. Švehla gjorde 2 mål och 3 assist på 9 matcher under 1995 års SM-slutspel.

## NHL
Švehla hade valts av Calgary Flames som 78:e spelare totalt i NHL-draften 1992. Inför säsongen 1994–1995 bytte Flames bort honom till Florida Panthers. Švehla gjorde debut i NHL säsongen 1994–1995 då han spelade 5 matcher för Florida Panthers och gjorde 1 mål och 1 assist. Švehla spelade sin första hela säsong i Florida Panthers 1995–1996 då han gjorde 8 mål och 49 assist för totalt 57 poäng på 81 matcher. I Stanley Cup-slutspelet 1996 nådde Panthers mycket överraskande final efter att ha vunnit mot Boston Bruins, Philadelphia Flyers och Pittsburgh Penguins i de tre första rundorna. Panthers litade mycket på sin starka defensiv där Švehla var en viktig kugge. I finalen förlorade Panthers mot Colorado Avalanche i fyra raka matcher.
Švehla spelade för Florida Panthers fram till och med säsongen 2001–2002. Den 18 juli 2002 bytte Panthers bort honom till Toronto Maple Leafs mot ryske backen Dmitrij Jusjkevitj. Švehla spelade säsongen 2002–2003 för Maple Leafs innan han lade de professionella skridskorna på hyllan. På 655 matcher i NHL gjorde han 68 mål och 267 assist för totalt 335 poäng.

## Internationellt
Róbert Švehla spelade flera internationella turneringar för det tjeckoslovakiska och det slovakiska landslaget. 1992 var han med och vann en bronsmedalj med det tjeckoslovakiska landslaget i OS i Albertville.

## Statistik

### Klubbkarriär
| 1989–90    | Dukla Trenčín       | Extraliga  | 28  | 4  | 3   | 7   | —   | —  | — | —  | —  | —  |
| 1990–91    | Dukla Trenčín       | Extraliga  | 52  | 14 | 8   | 22  | 62  | 6  | 2 | 1  | 3  | 0  |
| 1991–92    | Dukla Trenčín       | Extraliga  | 38  | 16 | 18  | 34  | 74  | 13 | 7 | 10 | 17 | —  |
| 1992–93    | Malmö IF            | Elitserien | 40  | 19 | 10  | 29  | 86  | 6  | 0 | 2  | 2  | 28 |
| 1993–94    | Malmö IF            | Elitserien | 37  | 14 | 25  | 39  | 127 | 10 | 5 | 1  | 6  | 23 |
| 1994–95    | Malmö IF            | Elitserien | 32  | 11 | 13  | 24  | 83  | 9  | 2 | 3  | 5  | 6  |
| 1994–95    | Florida Panthers    | NHL        | 5   | 1  | 1   | 2   | 0   | —  | — | —  | —  | —  |
| 1995–96    | Florida Panthers    | NHL        | 81  | 8  | 49  | 57  | 94  | 22 | 0 | 6  | 6  | 32 |
| 1996–97    | Florida Panthers    | NHL        | 82  | 13 | 32  | 45  | 86  | 5  | 1 | 4  | 5  | 4  |
| 1997–98    | Florida Panthers    | NHL        | 79  | 9  | 34  | 43  | 113 | —  | — | —  | —  | —  |
| 1998–99    | Florida Panthers    | NHL        | 80  | 8  | 29  | 37  | 83  | —  | — | —  | —  | —  |
| 1999–00    | Florida Panthers    | NHL        | 82  | 9  | 40  | 49  | 64  | 4  | 0 | 1  | 1  | 4  |
| 2000–01    | Florida Panthers    | NHL        | 82  | 6  | 22  | 28  | 76  | —  | — | —  | —  | —  |
| 2001–02    | Florida Panthers    | NHL        | 82  | 7  | 22  | 29  | 87  | —  | — | —  | —  | —  |
| 2002–03    | Toronto Maple Leafs | NHL        | 82  | 7  | 38  | 45  | 46  | 7  | 0 | 3  | 3  | 2  |
| NHL totalt | NHL totalt          | NHL totalt | 655 | 68 | 267 | 335 | 649 | 38 | 1 | 14 | 15 | 42 |

### Internationellt
| År            | Lag             | Turnering     |    | Matcher | Mål | Assist | Poäng | Utv |
| ------------- | --------------- | ------------- | -- | ------- | --- | ------ | ----- | --- |
| 1992          | Tjeckoslovakien | OS            | 8  | 2       | 1   | 3      | 8     |     |
| 1992          | Tjeckoslovakien | VM            | 8  | 4       | 4   | 8      | 14    |     |
| 1994          | Slovakien       | OS            | 8  | 2       | 4   | 6      | 26    |     |
| 1995          | Slovakien       | B-VM          | 4  | 0       | 6   | 6      | 10    |     |
| 1996          | Slovakien       | WC            | 3  | 0       | 3   | 3      | 4     |     |
| 1998          | Slovakien       | OS            | 2  | 0       | 1   | 1      | 0     |     |
| 2003          | Slovakien       | VM            | 9  | 0       | 3   | 3      | 8     |     |
| Senior totalt | Senior totalt   | Senior totalt | 42 | 8       | 22  | 30     | 70    |     |